# 潘奇
潘奇（1914年—2008年），原名潘克芬，笔名尹子、文元、克纹等，女，江苏扬州人，中国音乐编辑出版家、音乐翻译家，曾任音乐出版社副社长、副总编辑，中国音乐家协会理事。